# Institut for vindenergi
Institut for Vinenergi eller DTU Vindenergi er et institut på Danmarks Tekniske Universitet ved Kongens Lyngby, der beskæftiger sig med vindenergi. Instituttet har til huse på Risø DTU nord for Roskilde.
Blandt instituttets ansatte var følgende professorer i august 2018: Wen Zhong Shen, Mathias Stolpe, Jens Nørkær Sørensen, Niels N. Sørensen, Jakob Mann, Bent F. Sørensen, Poul Ejnar Sørensen, Torben Krogh Mikkelsen og Henrik Bredmose.
Instituttets forskningsområder er opdelt i tre hovedfelter: placering og integration, havvindmøller og vindturbine teknologi.